# Heliastus cirrhoides
Heliastus cirrhoides är en insektsart som beskrevs av Otte, D. 1984. Heliastus cirrhoides ingår i släktet Heliastus och familjen gräshoppor. Inga underarter finns listade i Catalogue of Life.